# Big beat
Big Beat är en musikstil inom elektronisk dansmusik - understil till Breakbeat - som fick sitt namn av den brittiska musikpressen i mitten av 1990-talet. Big beat-stilen används för att beskriva mycket musik av artister som The Prodigy, Fatboy Slim, The Chemical Brothers, The Crystal Method och Propellerheads, typiskt framförda med tunga breakbeat- och synthesizer- genererade musikslingor och mönster gemensamt med etablerade former av elektronisk dansmusik som techno och acid house.

## Karakteristik
Big beat-låtar innehåller ofta förvrängda, komprimerade breakbeats vid måttliga tempon (vanligtvis mellan 120 och 140 slag per minut), synthesizerslingor i acid house-stil och tunga loopar från 1960- och 1970-talets funk-, jazz-, rock- och poplåtar. De har ofta inslag av sång i punkstil och drivs av intensiva, förvrängda basgångar med konventionella pop- och techno-låtstrukturer. Big beat-låtar har ett sound som bland annat omfattar crescendon och dramatiska ljudeffekter såsom explosioner eller sirener och större trumvirvlar. Liksom i flera andra dansgenrer var effekter såsom bortfiltrerade frekvenser, phasing och flanging vanligt förekommande.
Big beat präglas också av ett starkt psykedeliskt inflytande, från vitt skilda artister från Serge Gainsbourg och Jean-Jacques Perrey via The Beatles och Led Zeppelin till Funkadelic och acid house-rörelsen i slutet av 1980-talet. Kända big beat-musiker som Fatboy Slim tenderar att inkludera kraftigt komprimerade höga breakbeats i sina låtar som används för att definiera musiken i lika hög grad som hooks och samplade ljud. Användningen av högljudda, tunga breakbeats och basgångar har big beat gemensamt med jungle och drum and bass, men till skillnad från dessa genrer har big beat ett betydligt långsammare tempo.